# Globocephaloides trifidospicularis
Globocephaloides trifidospicularis är en rundmaskart som beskrevs av Giar-Ann Kung 1948. Globocephaloides trifidospicularis ingår i släktet Globocephaloides och familjen Ancylostomatidae. Inga underarter finns listade i Catalogue of Life.